# Попутник (фільм, 1986)
Попутник (англ. The Hitcher) — культовий американський триллер 1986 року. Режисер Роберт Гармон. Фільм був відомим у СРСР. У 2003 році був знятий сиквел фільму, у 2007 ремейк з тією ж назвою.
Український переклад зробив канал 1+1, на якому цей фільм транслювався.

## Сюжет
Зловісний попутник, що сіє смерть на своєму шляху, голосує на дорозі і зупиняє молодого хлопця. Той погоджується його підвести в негоду, не думаючи, на яку небезпеку він себе наражає.

## В ролях
| Актор                  | Роль             |
| ---------------------- | ---------------- |
| Рутгер Гауер           | Джон Райдер      |
| Крістофер Томас Гауелл | Джим Хелсі       |
| Дженніфер Джейсон Лі   | Неш              |
| Джеффрі ДеМанн         | капітан Естерідж |
| Джон М. Джексон        | сержант Старр    |